# Plumón

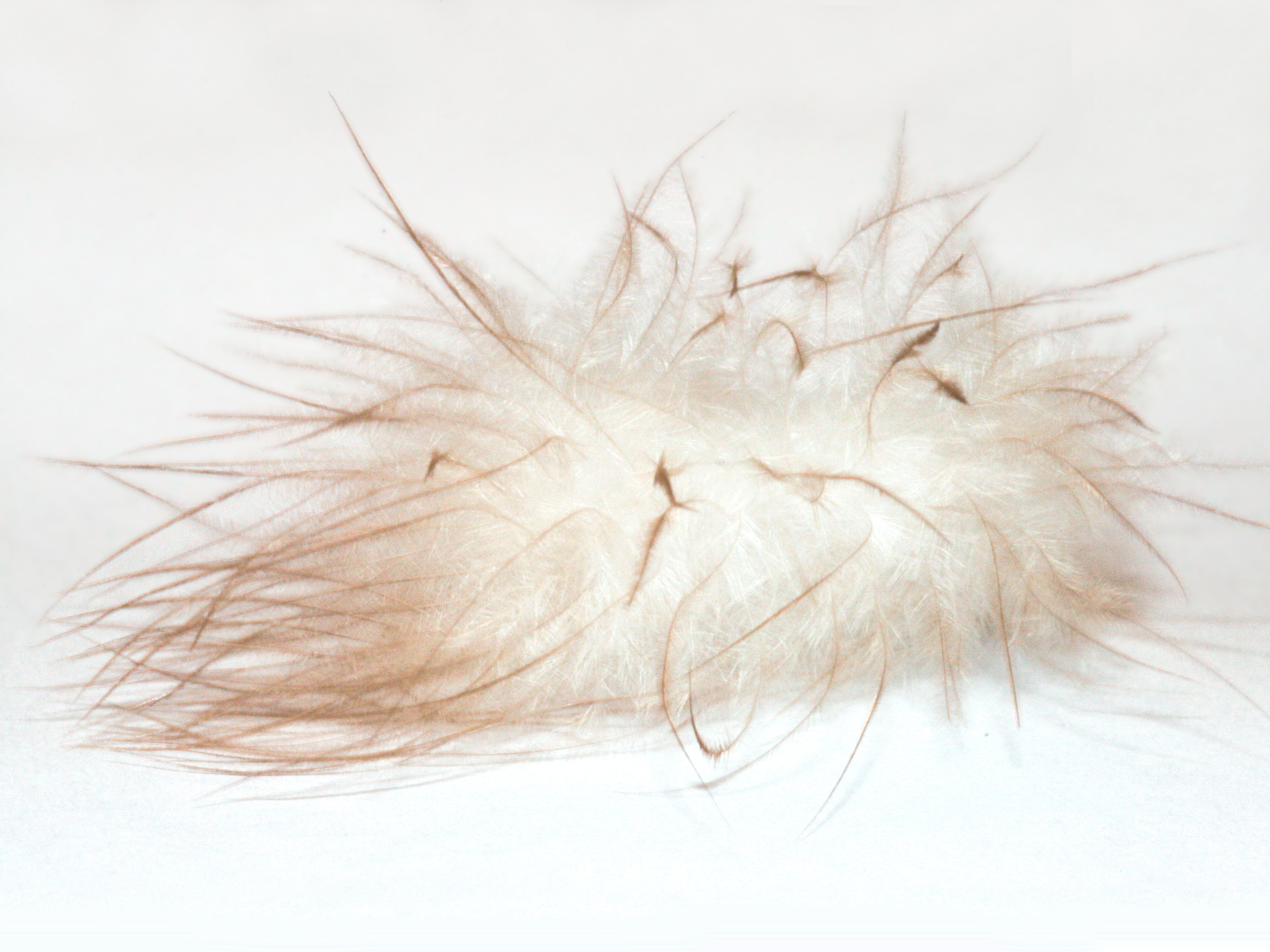
Plumón.

El plumón es un tipo de pluma suave con raquis muy corto, o ausente, cuyas barbas están sueltas y no se entrelazan. El plumón forma en las aves adultas una fina capa bajo las plumas de contorno, mientras que los pollos están cubiertos solo por plumón en las primeras etapas. La función principal del plumón en las aves es el aislamiento térmico. El descubrimiento de plumas antiguas atrapadas en ámbar indica que algunas especies de dinosaurios tenían plumas similares al plumón.

## Descripción y clases

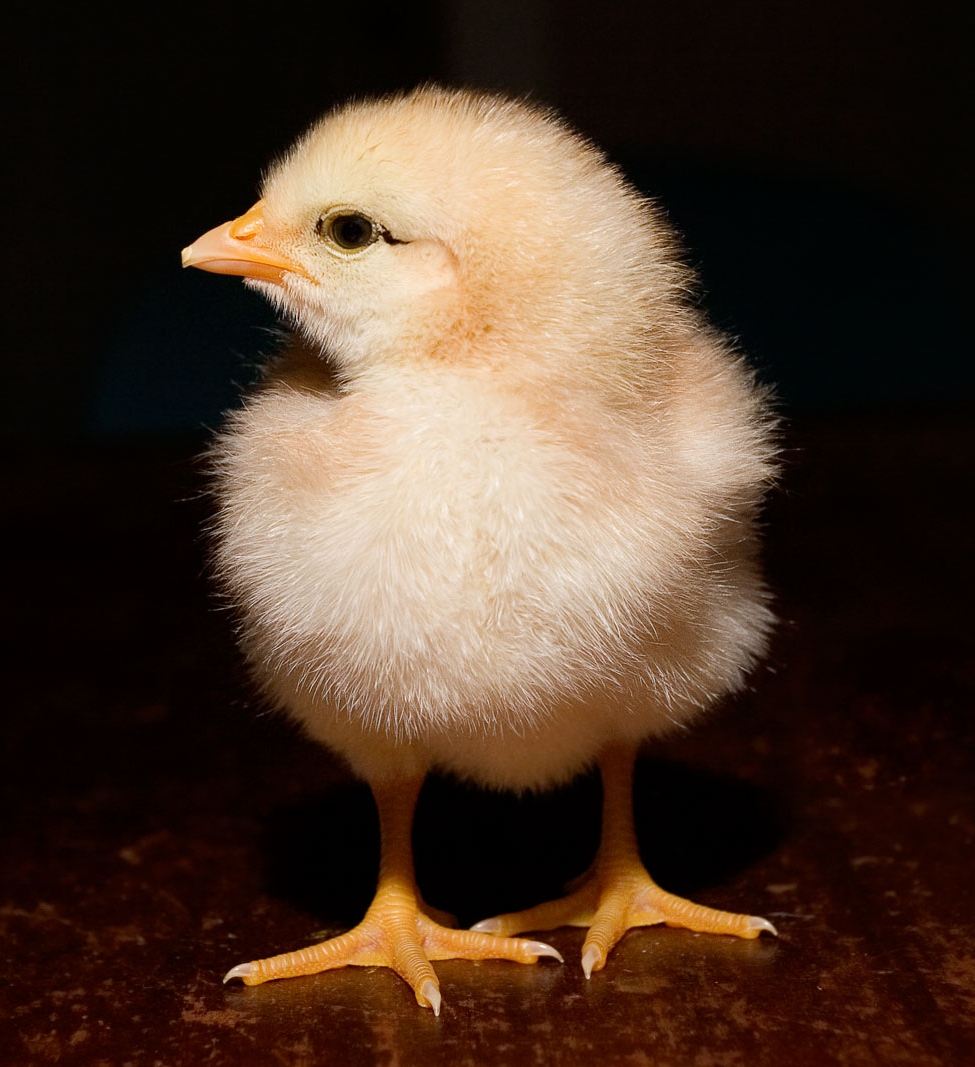
Como muchos pollos nidífugos, los pollos de gallina nacen totalmente cubiertos de plumón.

Se considera al plumón el tipo de pluma de estructura más simple de las actualmente existentes. El plumón tiene el raquis corto o vestigial, más corto que la más larga de sus barbas. Tiene pocas barbas y sus barbillas carecen de ganchillos; por lo cual no pueden engancharse unas a otras y sus barbas quedan sueltas. Hay dos tipos principales de plumón: el plumón natal y el plumón corporal. 
El plumón natal (Neossoptilus) es el plumón que cubre a la mayoría de las aves en algún momento de su desarrollo inicial. Los pollos nidífugos ya están cubiertos de plumón al eclosionar del huevo, mientras que a los pollos altriciales les sale a los pocos días o semanas después de la eclosión. La única excepción son los pollos de los megapódidos, que ya están cubiertos con plumas de contorno al nacer.  El plumón corporal es la capa de plumas pequeñas y sedosas que cubren el cuerpo del ave adulta bajo las plumas de contorno.
Además, existe un tipo especial de plumón denominado plumón polvoriento, que aparentemente apareció de forma independiente en algunos grupos de aves. Su función es la de producir y acumular un polvo fino que estas aves usan para acicalarse. En algunas especies las puntas de las bárbulas de estas plumas se desintegran formando finas partículas de queratina, que se acumula en forma de polvo entre las plumas. Estas plumas crecen continuamente y no se mudan. En otras especies el polvo de plumón procede de las células que rodean a las barbillas de las plumas en crecimiento. Estas plumas especializadas generalmente están  diseminadas entre el plumón normal, aunque en algunas especies se encuentran agrupadas. Todos los psittaciformes tienen plumón polvoriento, y algunas especies producen gran cantidad de polvo, como el loro harinoso amazónico. También aparece en los tinamúes y las garzas. El polvo producido en el plumón polvoriento es un conocido alérgeno para los humanos.

## Función

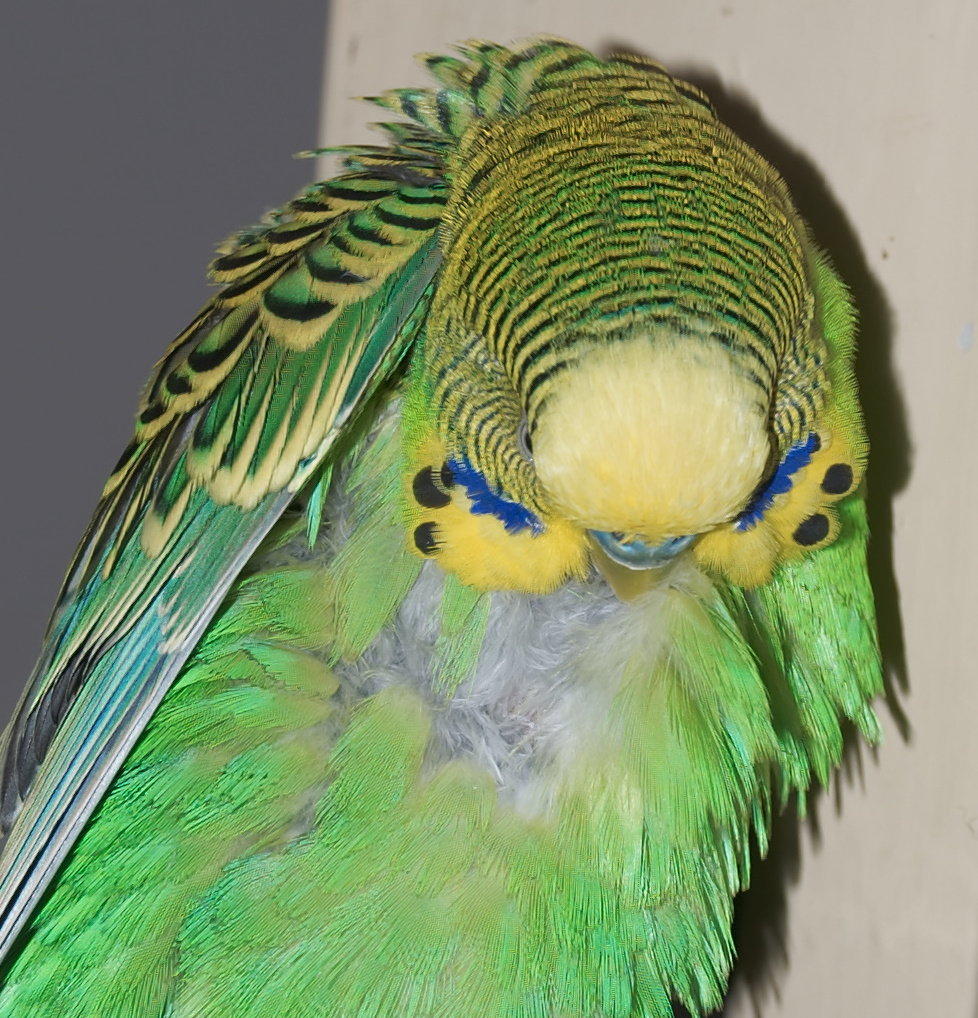
El plumón, como el que deja expuesto este periquito, forma una capa bajo las plumas de contorno que ayuda evitar la pérdida de calor.

La estructura suelta del plumón retiene el aire y contribuye al aislamiento térmico del ave; además, ayuda a la flotabilidad de las aves acuáticas.  Las especies que experimentan fluctuaciones estacionales de la temperatura generalmente tienen más plumón tras la muda de otoño. Los contaminantes pueden reducir la eficacia de estas funciones. Por ejemplo, cuando se mancha de petróleo el plumón se apelmaza y enmaraña, permitiendo al agua llegar hasta la piel, lo que elimina el aislamiento.
Algunas hembras, como las de los patos, se arrancan el plumón del pecho para forrar sus nidos. Esta acción cumple una doble función: contribuye al aislamiento de los huevos en el nido y despeja la placa de incubación, una zona de piel rica en vasos sanguíneos destinada a facilitar la transmisión de calor durante la incubación. El plumón seco es de los aislantes más efectivos entre todos los materiales que las aves usan para recubrir sus nidos. El plumón también puede contribuir al camuflaje de los huevos cuando la hembra se aleja del nido, especialmente los de aquellas aves que los tapan con plumón antes de abandonar el nido. Además, el plumón de muchos pollos, particularmente el de los nidífugos, suele tener coloraciones que les ayuden a camuflarse.
Existen algunas pruebas de que el plumón contribuiría a descender la incidencia del canibalismo que pueden sufrir los pollos en algunas especies de anidamiento colonial, ya que el plumón haría a los pollos más difíciles de tragar.

## Dinosaurios
Se han encontrado plumas atrapadas en ámbar en Francia y Canadá que muestran que algunos dinosaurios no avianos tenían plumas primitivas similares al plumón.

## Usos humanos

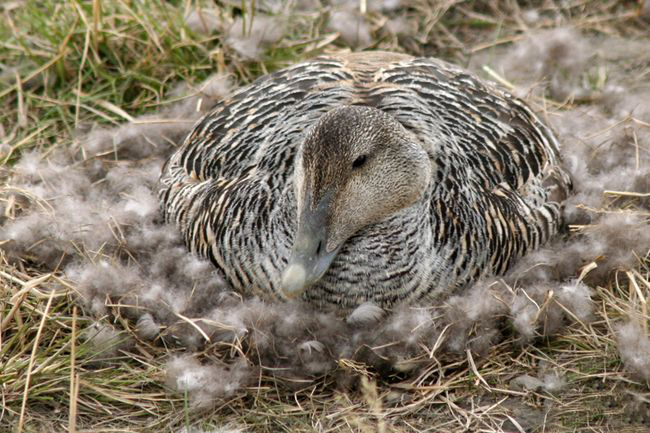
Hembra de eider común sobre su nido realizado principalmente con plumón.

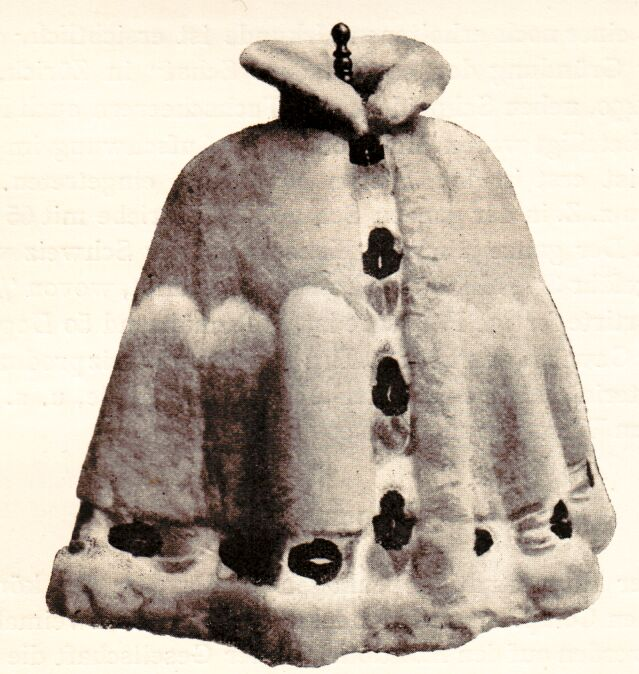
Capa realizada con pieles de cormorán cubiertas de plumón, Noruega 1902.

Durante siglos los humanos de las zonas frías del planeta se han aprovechado de las características aislantes del plumón como relleno de prendas de abrigo y edredones. Documentos rusos del siglo XVII catalogan el plumón entre los bienes que vendían los mercaderes holandeses, y las comunidades del norte de Noruega empezaron a proteger los nidos de los eideres ya en 1890. El plumón de los nidos de los eideres todavía se recolecta en Islandia, Escandinavia y Siberia. Se proporciona a estas aves lugares de anidamiento y se las protege de los depredadores y se recoge el plumón intermitentemente a lo largo de la estación de cría sin dañar a los pollos o a las hembras. La primera recolección se realiza más o menos a mitad del periodo de incubación, sacándose alrededor de 21 g de plumón de alta calidad de cada nido. Cuando los huevos han eclosionado y los pollos dejan la zona, se recoge el resto de plumón y plumas que quedan, otros 21 g por nido, pero de una calidad más baja. Por lo general se necesitan entre 50 y 60 nidos para obtener un kilo de plumón. Lo que implica que cada año solo se recogen unos pocos miles de kilos de los nidos de aves salvajes, ya que en Islandia y Escandinavia las zonas de recolección de plumón solo incluye a unos 5000 eideres. Aunque históricamente se ha usado también el plumón de otros patos, gaviotas y otras aves marinas, la mayor parte del plumón usado en la actualidad procede de las ocas domésticas.
La capacidad de aislamiento del plumón se mide por medio de la magnitud poder de relleno, que es el volumen que mantiene un gramo de plumón (cm³/g) sometido a la presión de su propio peso. Para medir el poder de relleno del plumón se sitúa una pequeña cantidad en un cilindro graduado y se pone una pequeña pesa en la parte superior, el volumen que mantiene bajo la pesa indica el poder de relleno por unidad de peso. Los plumones con poder de relleno más altos aislarán mejor que plumones con un poder de relleno más bajo por el mismo peso. El plumón de eider es el que tiene el poder de relleno más alto, 690 cm³/g  (1200 in3/oz), y, por tanto, la mayor capacidad aislante. Sin embargo, plumones con poder de relleno mucho más bajo, como 290, todavía proporcionan un aislamiento razonablemente bueno. La mayoría de las prendas de vestir de exterior oscilan entre los 230–520 cm³/g.  El plumón de entre 290–375 cm³/g es suficientemente aislante y ligero para la ropa usada en condiciones corrientes, y el de 460–520 cm³/g se usa para fabricar los equipos utilizados en temperaturas muy bajas o que se requiere que sean muy ligeros.
Como las aves eliminan metales pesados por medio de sus plumas y como estas se pueden recolectar de forma no invasiva, el plumón puede usarse para medir los niveles de contaminación del medio ambiente con estos metales. Los estudios han demostrado que existe una correlación entre los niveles de contaminación en la dieta del ave y el nivel encontrado en sus plumas, y que esta concentración permanece constante en las plumas.